# Tizzoni (famiglia)
Tizzoni è una famiglia di Vercelli di cui si hanno notizie a partire dal Medioevo, la cui ascendenza è tradizionalmente fatta risalire a L. Galbio Ticione, tribuno militare ucciso alla battaglia di Ravenna nella guerra gotica.

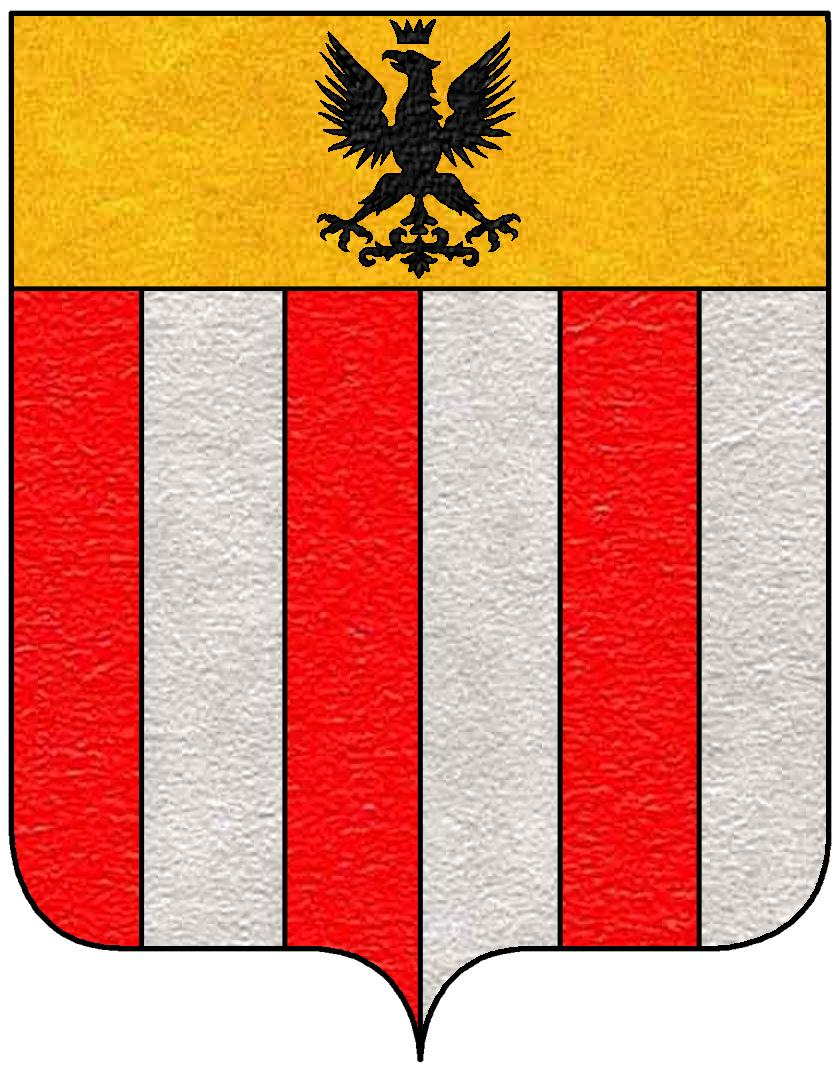
Stemma Tizzoni

## Storia
Ultimi studi la attribuiscono ai Manfredingi del ramo dei visconti di Vercelli, ma la prima notizia documentaria si ha solo nel testamento di un Tizzoni, figlio di Alberico, che l'8 aprile 1142 dispose dei suoi beni in Desana.
Nella seconda metà di quel secolo e nei seguenti parecchi Tizzoni figurano spesso fra i membri del consiglio o tra gli altri ufficiali del comune di Vercelli. Nelle lotte civili vercellesi rappresentarono sempre la parte ghibellina contro gli Avogadri guelfi, con i quali l'imperatore Enrico VII nel 1310 cercò invano di pacificarli.
Si divisero in tre rami: dei signori e conti di Crescentino; dei signori poi conti di Rive e marchesi di Crescentino; dei signori e conti di Desana.
I primi ebbero la signoria di Crescentino da Enrico VII con Riccardo di Bucino; uno dei suoi discendenti, Giacomo, nel 1434 iniziò, per concessione di Sigismondo, la serie dei conti di Crescentino, tra i quali tristemente famoso fu Riccardo IV, ucciso a furore di popolo con la moglie e il figlio il 15 febbraio 1529.
Il ramo di Rive risale a un Giacomo morto verso il 1313; ebbe il titolo comitale nella seconda metà del sec. XVI, un Giorgio, il cui figlio Marco Curzio, dopo l'estinzione dell'altro ramo, ebbe anche il titolo marchionale per Crescentino.
Del ramo di Desana ottenne questa signoria Lodovico, cancelliere del marchese di Monferrato, nel 1411. Il nipote e omonimo ebbe dall'imperatore Massimiliano il titolo di conte e di vicario imperiale nel 1510 insieme al diritto di zecca; ma durante le guerre tra imperiali e francesi perdette il feudo che ritornò più tardi ai suoi figli, indi ad altri Tizzoni discendenti da uno zio del primo Lodovico, che si estinsero con l'ultimo conte di Desana Francesco Delfino.